# Sertralin
Sertralin hidrohlorid (Zoloft, Lustral) je antidepresiv iz klase selektivnih inhibitora preuzimanja serotonina (SSRI). Njega je plasirao na tržište Fajzer 1991. godine. Sertralin se primarno koristi za lečenje kliničke depresije kod odraslih pacijenata, kao i opsesije, paničnog poremećaja, i socijalne fobije kod odraslih i dece. On je bio najviše propisivani antidepresant u Sjedinjenim Državama 2007, sa 29.652.000 lekarskih recepata.
Efikasnost sertralina u lečenju depresije je slična starijim tricikličnim antidepresantima, ali su njegove nuspojave znatno manje izražene. Razlike u poređenju sa novijim antidepresantima su suptilnije i uglavnom ograničene na nuspojave. Postoji evidencija da je sertralin možda delotvorniji nego fluoksetin (Flunilin) za pojedine tipove depresije. Sertralin je veoma efektivan u lečenju panike, dok je kognitivna terapija ponašanja bolja za lečenje opsesivnih poremećaja, bilo sama ili u kombinaciji sa sertralinom. Mada je odobren za socijalnu fobiju i posttraumatski stresni poremećaj, sertralin proizvodi samo skromna poboljšanja kod tih oboljenja. Sertralin takođe olakšava simptome predmenstrualnog disforičnog poremećaja i može da se koristi u pod-terapeutskim dozama ili s vremena na vreme za njegovo lečenje.

## Indikacije
Sertralin je odobren za sledeće indikacije: klinička depresija, opsesivni poremećaj, posttraumatski stresni poremećaj, predmenstrualni disforični poremećaj, panika i (socijalna fobija).

## Mehanizam dejstva
Sertralin primarno inhibitor preuzimanja serotonina (SRI), sa Ki=3.4 nM. Terapeutske doze sertralina (50–200 mg/dan) u toku četiri nedelje proizvode 80–90% inhibicije serotoninskog transportera (SERT) u strijatumu na osnovu merenja pozitronskom emisionom tomografijom. Dnevna doza od 9 mg je dovoljna da inhibira 50% SERT-a.
Sertralin je takođe inhibitor preuzimanja dopamina, sa Ki=260 nM, agonist σ1 receptora sa 5% njegove  potentnosti, i α1-adrenoreceptorski antagonist sa 1–10% njegove  potentnosti. Međutim, neke studije tvrde da je on zapravo antagonist σ1 receptora.

## Nuspojave
Poremećaj ejakulacije kod muškarca, suva usta, povećano znojenje, svrabež, anoreksija, mučnina, dispepsija, insomnija.

### Autonomne disfunkcije kao deo nuspojava
Impotencija, povećano slinjenje, hladna koža, midrijaza, a nešto ređe glaukom, prijapizam, vazodilatacija.

## Interakcije
Sertralin je umereni inhibitor enzima CYP2D6 i CYP2B6 in vitro. Usled toga, u kliničkim ispitivanjima on izaziva povišenje krvnih nivoa CYP2D6 supstrata kao što su metoprolol, dekstrometorfan, desipramin, imipramin i nortriptilin, kao i CYP3A4/CYP2D6 supstrata haloperidola. Ovaj efekat je zavistan od doze; na primer, ko-administracija sa 50 mg sertralina dovodi do 20% većeg izlaganja desipraminu, dok 150 mg sertralina dovodi do 70% povećanja. U plasibo-kontrolisanim studijama, kodoziranje sertralina i metadona uzrokuje 40% povišenja u krvnim nivoima metadona, koji je primarno metabolisan CYP2B6-om. Sertralin se često koristi u kombinaciji sa stimulansima za lečenje ko-morbidne depresije i/ili anksioznosti kod  Studije su pokazala da dolazi do povišenja koncentracije amfetamina u mozgu pacova pre-tretiranih sa 5 mg/kg sertralina. Za sertralin je pokazano da izaziva promena lokomotornih stimulatornih efekata amfetamina putem umanjenja njegovog metabolizma.

## Literatura
- Brown, Thomas E. (2009). ADHD comorbidities: handbook for ADHD complications in children and adults. American Psychiatric Pub. ISBN 9781585621583.

## Spoljašnje veze
- Lista međunarodnih imena za sertralin
- Zoloft
- Informacije o leku

|  | Molimo Vas, obratite pažnju na važno upozorenje u vezi sa temama iz oblasti medicine (zdravlja). |